# Черниговская улица (Санкт-Петербург)
Черни́говская улица — улица в исторических районах Ближняя Рогатка и Растеряево Московского административного района Санкт-Петербурга. Проходит от площади Московские Ворота до линии Витебской железной дороги. Начинаясь от Московских ворот, нумерация домов по Черниговской улице представляет собой одно из немногих исключений из общегородского правила «счёта домов от Невы» (ему, в частности, следует соседний Лиговский проспект, нумерация домов по которому, наоборот, заканчивается у Московских ворот).
В целом, и Черниговская улица, и Лиговский проспект проложены в одном направлении, но не строго параллельно друг другу: расстояние между ними увеличивается с нескольких десятков метров у площади Московских ворот до примерно 250 метров, считая от перекрёстка Лиговки с Ново-Рыбинской улицей.
В «Описании Санкт-Петербурга» Ивана Пушкарёва (1839 год) улица названа Песочной, а границы её протяжения — от Боровой улицы до Царскосельского проспекта. В данном случае «от» подразумевает не перекрёсток, а примыкание обеих улиц друг к другу, при котором одна улица является продолжением другой. В случае Боровой и Песочной улиц местом перехода одной в другую было ответвление от них на восток, называвшееся вначале Волковской, а затем Расстанной улицей. Излом при переходе Боровой улицы в Песочную (будущую Черниговскую) виден, например, на карте Петербурга 1832 года, то есть, ещё до начала строительства Царскосельской железной дороги, открытой в 1837 году.
Визуально связь между Черниговской и Боровой улицами не ощущается из-за зигзагообразного двойного излома, усугублённого в 1880-е годы при строительстве высокой насыпи и путепровода для Виндаво-Рыбинской и Царскосельской железных дорог. В наши дни интенсивность автомобильного движения при вилкообразной конфигурации перекрёстка Черниговской, Киевской, Рыбинской и Ново-Рыбинской улиц делает проезд с Черниговской улицы на Боровую крайне затруднённым.
Продолжением трассы Черниговской улицы на юго-запад от Московских Ворот является Ташкентская улица (до 1941 Старообрядческая; в 2006 историческое название восстановлено для продолжения Ташкентской, идущего вдоль Старообрядческого кладбища).

## История
Улица является одним из участков дороги, проходившей вдоль Лиговского канала (сооружён в 1718—1721 годах), к северу от него. Наименьшее сближение дороги и канала составляло около 50 метров у Московской заставы, увеличиваясь до 200 метров при движении на север и до километра при пересечении с Краснокабацким шоссе. Названия улиц, соответствующих этим участкам (с юго-запада на северо-восток): Перепутная (от Вологодско-Ямской слободы до излома, соответствующего излому канала у Каменной дороги), Старообрядческая, Песчаная (позже Черниговская), Боровая. Таким образом, дорога соединяла две главные ямские слободы: Вологодскую и Московскую.
В 1768—1799 годах называлась Песчаной дорогой; название Песчаная улица известно с 1793 года — очевидно, с постройкой первого дома, получившего нумерацию по этому топониму. До 1829 года название Боровой улицы распространялось на северную часть Песчаной. Современное название бывшая Песчаная улица получила 7 марта 1858 года по городу Чернигову.

## Пересечения
С юго-запада на северо-восток (по увеличению нумерации домов) Черниговскую улицу пересекают следующие улицы:
- площадь Московские Ворота с Московским проспектом — Черниговская улица примыкает к ним с переходом в Ташкентскую улицу;
- улица Булавского — примыкание (фактически отсутствует[8]);
- Ново-Рыбинская улица — примыкание;
- Киевская улица — примыкание;
- Рыбинская улица — примыкание;
- Витебская железнодорожная линия — пересечение по путепроводу с переходом Черниговской улицы в Боровую.

## Транспорт
Ближайшие к Черниговской улице станции метро — «Московские ворота» (около 150 м по прямой от начала улицы) и «Фрунзенская» (около 1,1 км по прямой от примыкания улицы Булавского) 2-й (Московско-Петроградской) линии. На расстоянии около 1,2 км по прямой от конца улицы находится станция «Обводный канал» 5-й (Фрунзенско-Приморской) линии. На расстоянии около 1,45 км по прямой от примыкания Ново-Рыбинской улицы расположена станция «Волковская» 5-й линии.
Движение наземного общественного транспорта по Черниговской улице отсутствует.
У конца улицы расположена железнодорожная платформа Боровая.
На Черниговской улице расположена грузовая железнодорожная станция Бадаевская.

## Примечательные здания и объекты
- Дом 5 — Санкт-Петербургская государственная академия ветеринарной медицины;
- Дом 13 — дом общества товарных складов, построено в начале XX века для конторы «Санкт-Петербургского общества товарных складов» по проекту архитектора Ивана Эскузовича[9];
- Московский сад (у примыкания к площади Московские Ворота, между Черниговской улицей и Лиговским проспектом);
- Памятник-бюст графу М. А. Милорадовичу, герою Отечественной войны 1812 года в Московском саду (открыт 4 декабря 2015 года, скульптор — А. С. Чаркин, архитектор — Ф. К. Романовский)[10];
- Новодевичье кладбище.

## Галерея
- Московский сад
- Лицей № 373
- Памятник М. А. Милорадовичу